# Carolina Hurricanes
Carolina Hurricanes er et professionelt ishockeyhold der spiller i den bedste nordamerikanske række NHL. Klubben spiller sine hjemmekampe i PNC Arena i Raleigh, North Carolina. I sæsonen 2005-06 vandt klubben for første gang Stanley Cuppen efter at have slået Edmonton Oilers med 4 kampe mod 3 i finalen.

## Historisk overblik
Klubben blev stiftet i 1972 under navnet New England Whalers. Klubben spillede med base i Boston i en konkurrerende liga til NHL ved navn World Hockey Association (WHA). I 1975 flytter klubben på grund af svigtende tilskuerinteresse til Hartford, Connecticut. Da NHL og WHA i 1979 bliver lagt sammen optages New England Whalers sammen med Edmonton Oilers, Quebec Nordiques og Winnipeg Jets i NHL. Da NHL på det tidspunkt allerede har en klub i New England området, nemlig Boston Bruins, vælger man at skifte navn til Hartford Whalers. I 1997 besluttes det at flytte klubben til Raleigh, North Carolina, men da den nye arena i Raleigh ikke står klar tids nok, tvinges man til at spille de første to sæsoner i Greensboro der ligger cirka 90 minutters kørsel fra Raleigh. Dette giver klubben en særdeles problemfyldt start i North Carolina.
I 2002 når klubben for første gang helt til Stanley Cup finalen hvor man dog stærkt undertippet må strække våben overfor favoritterne fra Detroit Red Wings der vinder finalen med 4-1 i kampe.
I sæsonen 2005-06 vinder man for første gang Southeast divisionen. Efter at have besejret Montreal Canadiens, New Jersey Devils og Buffalo Sabres på vejen når klubben for anden gang på bare 4 år i Stanley Cup finalen. Her stilles man overfor Edmonton Oilers og kommer foran 3-1 i kampe. Det lykkedes dog Edmonton Oilers at komme tilbage i finaleserien og udligne til 3-3 i kampe. Men Carolina vinder den 7. og afgørende kamp med 3-1 og vinder dermed Stanley Cuppen for første gang i klubbens historie. Man er samtidig det hidtil eneste professionelle sportshold fra enten North eller South Carolina der har vundet mesterskabet i en af de 4 store ligaer (NFL, NBA, MLB og NHL).

## Nuværende spillertrup (2007-08)
Pr. 3. juli 2008.
Målmænd
- 30  Cam Ward
- 47  John Grahame

Backer
- 4  Dennis Seidenberg
- 5  Frantisek Kaberle
- 6  Bret Hedican
- 7  Niclas Wallin
- 42  Tim Gleason
- 45  David Tanabe (Skadet)
- 77  Joe Corvo
- ??  Joni Pitkänen
- ??  Josef Melichar

Forwards
- 8  Matt Cullen
- 11  Justin Williams (Skadet)
- 12  Eric Staal
- 13  Ray Whitney – A
- 14  Sergei Samsonov
- 15  Tuomo Ruutu
- 17  Rod Brind'Amour – A (Skadet)
- 18  Ryan Bayda
- 19  Trevor Letowski
- 24  Scott Walker
- 28  Wade Brookbank
- 38  Tim Conboy
- 44  Patrick Eaves (Skadet)
- 51  Jeff Hamilton
- 59  Chad LaRose

## 'Fredede' numre
- 2 Glen Wesley, D, 1997-2008, fredet 17. februar, 2009.
- 3 Steve Chiasson, D, 1996-99, inkl. 1996-97 i Hartford, uofficielt fredet efter Chiassons død i en trafikulykke i 1999.
- 9 Gordie Howe, RW, 1977-80, nummer fredet af Hartford (Hurricanes har uofficielt fredet Howes nummer.
- 10 Ron Francis, C, 1982-91 (Hartford) & 1998-2004, nummer fredet 28. januar, 2006
- 99 Wayne Gretzky, nummer fredet i hele NHL 6. februar, 2000

Hartford fredede også nummer 2 for Rick Ley (D, 1972-81) og nummer 19 for John McKenzie (RW, 1977-79), men disse numre er blevet bragt tilbage i cirkulation af Carolina.